# مزن أباد (وزينة)
مزن‌ أباد هي قرية في مقاطعة سردشت، إيران. عدد سكان هذه القرية هو 33 في سنة 2006.